# Чіангмай
Чіангмай (тай. เชียงใหม่ⓘ), також Чіанг-Май, Ченг-Май — велике місто на півночі Таїланду, столиця однойменної провінції. З тайської мови назва перекладається як "Нове місто". Координати: 18°47′20″ пн. ш. 98°59′00″ сх. д. / 18.78889° пн. ш. 98.98333° сх. д., 800 км на північ від Бангкока. Місто розташоване серед гір на річці Пінг, притоці річки Менам-Чао-Прая, а за 90 км на захід від міста лежить найвища гірська вершина Таїланду Інтханон, в околицях міста розташована гора Дойсутхеп, частина національного парку Дойсутхеп-Дойпуй. Місто відоме як стародавній культурний центр. Чіангмай відвідують багато туристів зі всього світу.
Населення провінції — близько 1,6 мільйона, а в місті живе 600—700 тисяч чоловік. Місто активно росте.

## Клімат
Місто лежить у зоні, котра характеризується кліматом тропічних саван. Найтепліший місяць — квітень із середньою температурою 29.4 °C (85 °F). Найхолодніший місяць — січень, із середньою температурою 21.7 °С (71 °F).
| Клімат Чіангмая         | Клімат Чіангмая | Клімат Чіангмая | Клімат Чіангмая | Клімат Чіангмая | Клімат Чіангмая | Клімат Чіангмая | Клімат Чіангмая | Клімат Чіангмая | Клімат Чіангмая | Клімат Чіангмая | Клімат Чіангмая | Клімат Чіангмая | Клімат Чіангмая |
| Показник                | Січ.            | Лют.            | Бер.            | Квіт.           | Трав.           | Черв.           | Лип.            | Серп.           | Вер.            | Жовт.           | Лист.           | Груд.           | Рік             |
| Абсолютний максимум, °C | 33              | 36              | 38              | 40              | 40              | 40              | 37              | 37              | 37              | 37              | 37              | 32              | 40              |
| Середній максимум, °C   | 28              | 31              | 34              | 36              | 33              | 32              | 31              | 31              | 31              | 31              | 29              | 27              | 31              |
| Середня температура, °C | 21              | 23              | 27              | 29              | 28              | 28              | 27              | 27              | 27              | 26              | 24              | 21              | 26              |
| Середній мінімум, °C    | 14              | 15              | 18              | 22              | 23              | 24              | 23              | 23              | 23              | 22              | 19              | 15              | 20              |
| Абсолютний мінімум, °C  | 5               | 7               | 10              | 17              | 17              | 16              | 21              | 20              | 17              | 16              | 7               | 6               | 5               |
| Норма опадів, мм        | 0               | 0               | 10              | 40              | 150             | 130             | 160             | 220             | 250             | 130             | 40              | 10              | 1200            |
| Днів з опадами          | 1               | 1               | 3               | 7               | 17              | 18              | 21              | 23              | 20              | 12              | 5               | 2               | 130             |
| Вологість повітря, %    | 70              | 55              | 55              | 60              | 75              | 80              | 80              | 85              | 85              | 80              | 75              | 75              | 72.9            |
| ----------------------- | --------------- | --------------- | --------------- | --------------- | --------------- | --------------- | --------------- | --------------- | --------------- | --------------- | --------------- | --------------- | --------------- |
| Джерело: Weatherbase    |                 |                 |                 |                 |                 |                 |                 |                 |                 |                 |                 |                 |                 |

## Історія

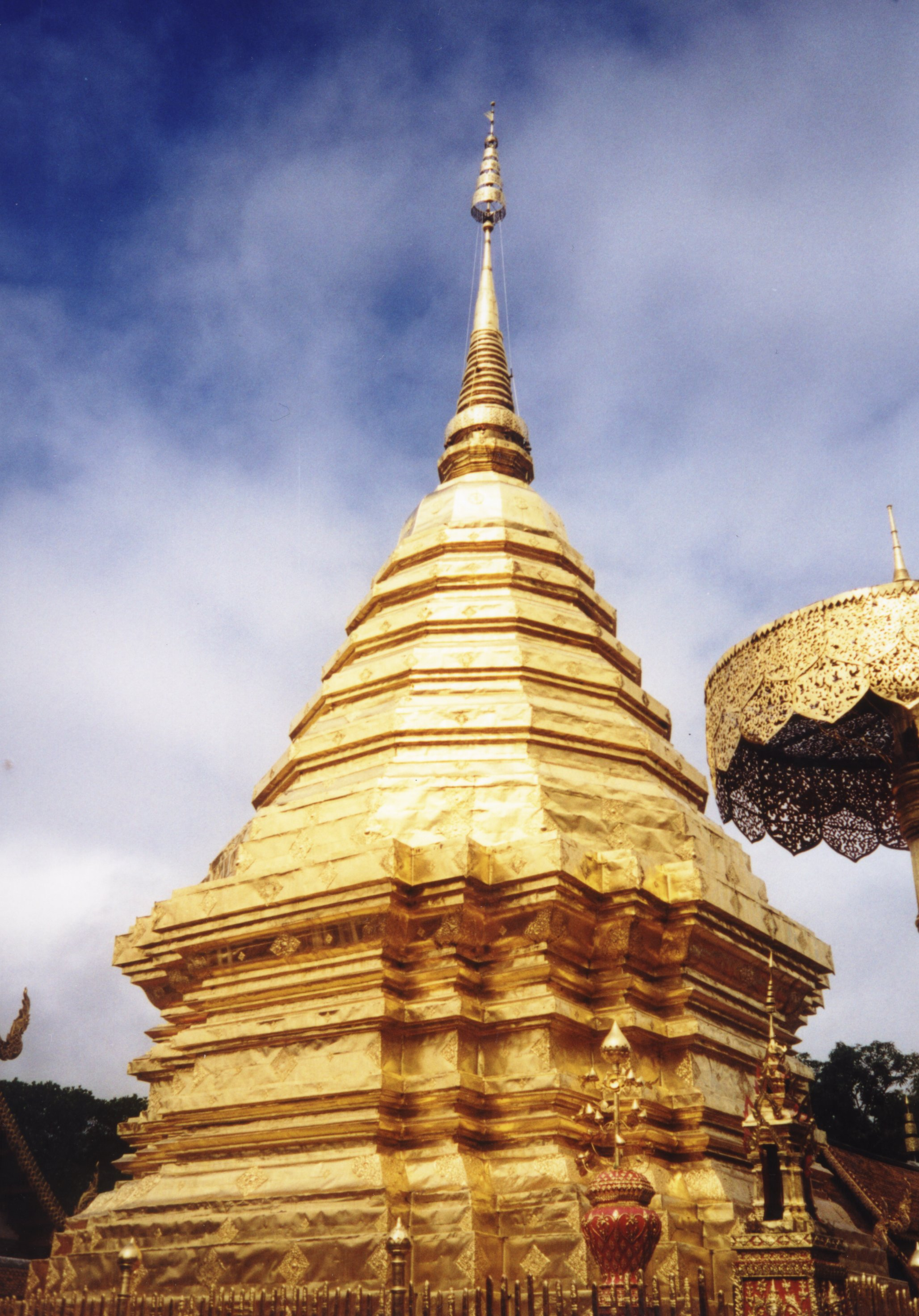
Ступа при Дой Сутеп, передмістя Чіанг-Мая

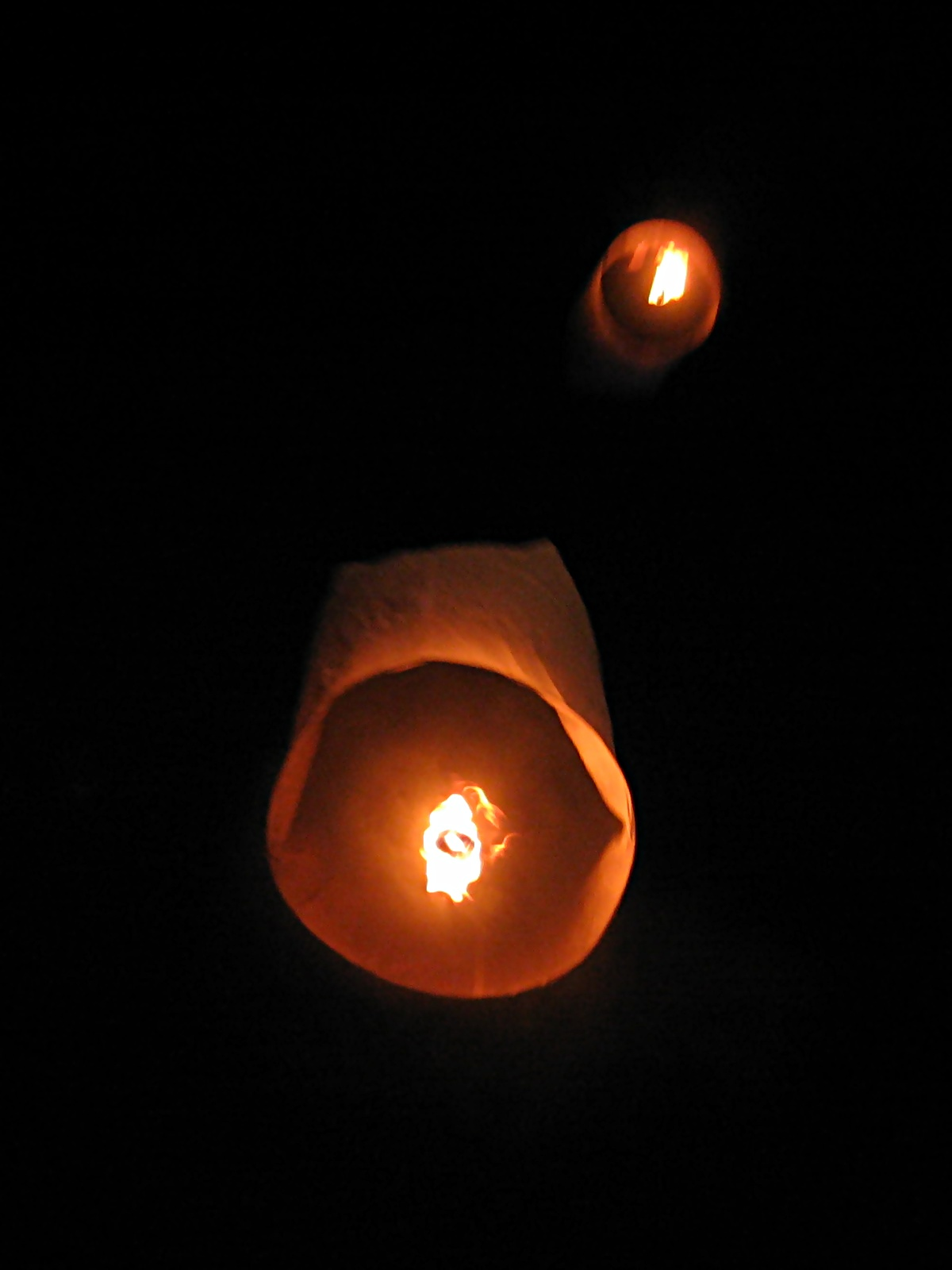
Запуск Кхом-Лой

Місто заснував у 1296 році король Менграй, назва міста означає «Нова Фортеця».

## Релігійні пам'ятники
В Чіангмаї близько 300 буддійських храмів (ватів), із яких можна відмітити такі:
- Ват Прахат Дой Сутхеп
- Ват Чеді Луанг
- Ват Пха Лат
- Ват Пхра Сінг
- Ват Умонг

## Культура
Місто і його околиці — відомий центр пішого туризму у Таїланді. Популярним туристичним атракціоном також є численні кулінарні школи, що пропонують курси тайської кухні від кількох годин до двох тижнів.
В місті проходять кілька регулярних фестивалів. Взимку проводяться фестивалі квітів.

## Економіка
Місто відоме своїм вишуканим різьбярством по дереву.